# Eva Årestad Radner
Eva Årestad Radner, född 25 juli 1957, är en svensk polis. Hon var tidigare vice länspolismästare och efterträdde Anders Danielsson som länspolismästare 2007 och därefter länspolismästare vid Polismyndigheten i Skåne län.